# Nuccio Bertone
Giuseppe "Nuccio" Bertone (ime mu je Giuseppe, dok je Nuccio nadimak) (Torino, Italija, 4. srpnja 1914. – 26. veljače 1997.), poznati dizajner i graditelj automobila. 
Naslijedio je tvrtku "Carrozzeria Bertone" od svoga oca Giovannia poslije Drugog svjetskog rata razvijajući mali posao u snažnu i moćnu dizajnersku tvrtku koja se uglavnom bavila dizajnom i izradom vozila.
U godinama prije Drugog svjetskog rata, Nuccio se utrkivao trkaćim modelima Fiata, O.S.C.A.a, Maseratia i Ferraria gdje je mnogo naučio o aerodinamici, hlađenju motora i dinamici vozila. 
Bertone je u dogovoru s američkim prodavačem automobila Stanley Arnolt II, odlučio dizajnirati 200 modela tvrtke MG Rover Group za američko tržište. 
1952.g. na autosalonu u Parizu istaknuo se dizajnom Abartha.
Kada je zamoljen da osmisli nasljednika za model Disco Volante proizvođača Alfa Romeo, Bertone je stvorio prvi dizajn BAT (Berlina Aerodinamica Technica) za automobile na karoseriji modela Alfa 1900 Sprint. Sličnost BAT automobila (prozvanih tako zbog dizajna) s batmobilom bila je potpuno slučajna.  
1954.g. na Torinskom autosalonu izložio je koncept Storm Z, namijenjen ukusu Amerikanaca, napravljen na Dodge osnovi. Međutim najvažniji izložak je bila Alfa Romeo Giulietta Sprint prototip modela koji će kasnije biti proizveden u 40,000 primjeraka i postati glavni proizvod tvrtke.
1960.g. tvrtka Bertone proizvela je 31,000 primjeraka raznih modela proizvođača: Fiat, Simca, Alfa Romeo i Lamborghini.
Bertoneov stoti dizajn predstavljen je 1965.g. u New Yorku na autosalonu, a bio je to posebno naručeni model Mustang proizvođača Forda. 
Filozofiju tvrke Bertone izrekao je sam Nuccio na predstavljanju modela 850 proizvođača Fiat:
"Naša je uloga proizvodnja karoserije automobila koja će nametnuti stilske trendove, izgrađivati prototipove, razvijati dizajn, proizvodne metode i sredstva. Naravno proizvesti ih u količni."
Bertone je dizajnirao za Ferrarija dva modela. Načino je dva primjerka 250GT Coupea i kontraverzni 308GT4 iz 1970ih (prvi proizvodni model čiju je karoseriju napravio Bertone umjesto Pininfarine).    